# United Defense M42
Die United Defense M42 war eine amerikanische Maschinenpistole.

## Geschichte
Die M42 entstand zu Beginn des Zweiten Weltkrieges. Der Entwurf stammte ursprünglich vom Unternehmen High Standard, während die Produktion von Marlin Firearms übernommen wurde. Das amerikanische Militär begutachtete die Waffe als Alternative zur Thompson-MPi. Die ersten Prototypen, die noch für das Pistolen-Standardkaliber .45 ACP eingerichtet waren, wurden als brauchbar eingeschätzt. Letztendlich erhielt jedoch ein verbessertes Thompson-Modell den Zuschlag, das dann als M1 bei der United States Army eingeführt wurde.
Interesse bekundete jedoch die niederländische Exilregierung. Auf deren Auftrag hin wurden etwa 15.000 Stück im Kaliber 9 mm Parabellum gefertigt, doch zur Auslieferung größerer Stückzahlen kam es aufgrund der Besetzung der niederländischen Kolonien in Indonesien nicht mehr. Die Restbestände wurden von der staatlichen United Defense Supply Corporation aufgekauft und gingen ans Office of Strategic Services, welches sie weltweit an Widerstandsgruppen gegen die deutschen und japanischen Invasoren weitergab. Exemplare für die Résistance zum Beispiel wurden per Fallschirm über Frankreich abgeworfen. In Asien erhielten nationalchinesische Truppen unter Chiang Kai-shek solche Waffen als Militärhilfe.

## Technik

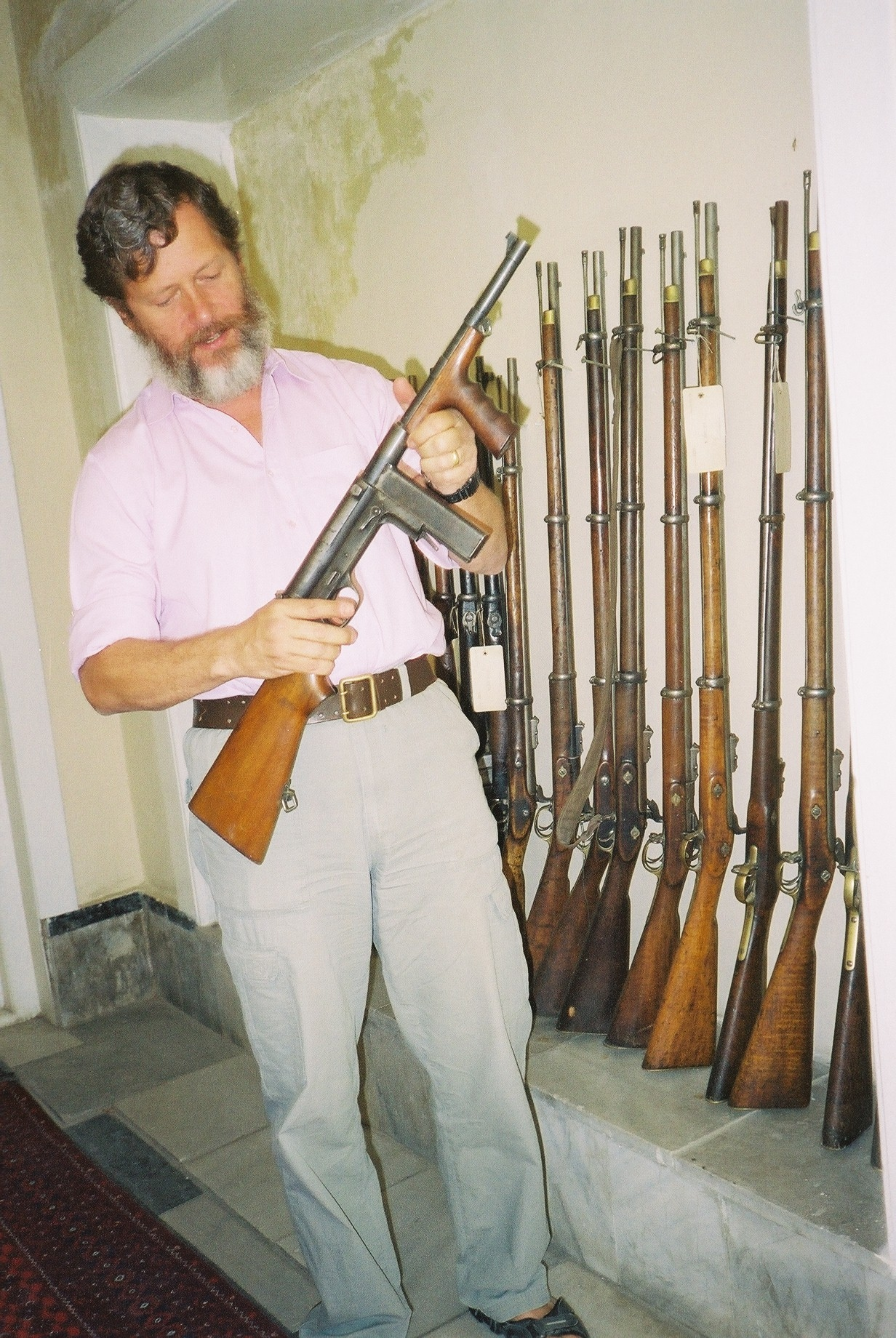
A reporter of BBC in Kabul, 2005.

Die Waffe war zuschießend und verfügte nur über einen unverriegelten Masseverschluss. Im Gegensatz zu vielen Maschinenpistolen, die in späteren Kriegsjahren entstanden, war die Konstruktion vergleichsweise aufwändig. Der Schlagbolzen war als einzelnes Bauteil ausgeführt und nicht gleich in den vorschnellenden Verschluss integriert worden. Der Spannhebel wurde nicht fest am Verschluss angebracht und bewegte sich daher während des Ladezyklus nicht mit. Der Gehäusedurchbruch für den Hebel wurde durch einen Schieber verdeckt, der vor eindringendem Staub schützen sollte. Aufgrund mangelnden Bedarfs und der Verwendung arbeitsintensiver spanabhebender Prozesse wurde die Herstellung nach dem Erstauftrag eingestellt.